# Ornithosuchus
Ornithosuchus var ett släkte arkosaurier som levde under slutet av trias. Fossil från Ornithosuchus har påträffats i Skottland. Den enda kända arten är Ornithosuchus woodwardi.
Ornithosuchus kunde bli upp till tre meter lång. Ursprungligen trodde man att Ornithosuchus var en tidig förfader till Tyrannosaurus men i dag har man upptäckt att den är närmare släkt med krokodildjuren. Den kunde stå och gå på sina bakben då den ville springa snabbt, men rörde sig troligen mest på alla fyra. På ryggen satt två rader beniga plattor och bakbenen hade fem tår.